# Harry Belafonte

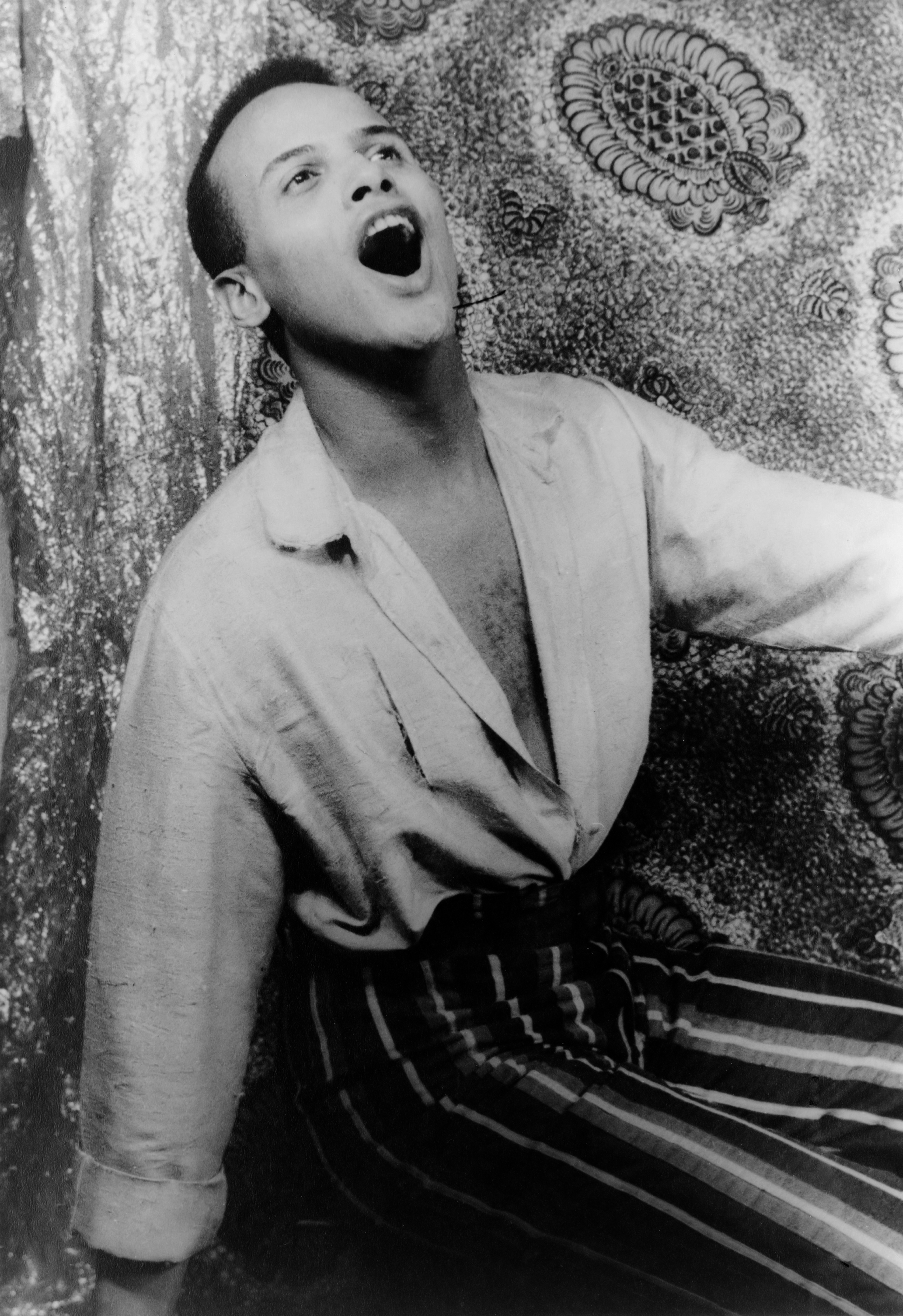
Harry Belafonte (gefotografeerd door Carl Van Vechten, 1954)

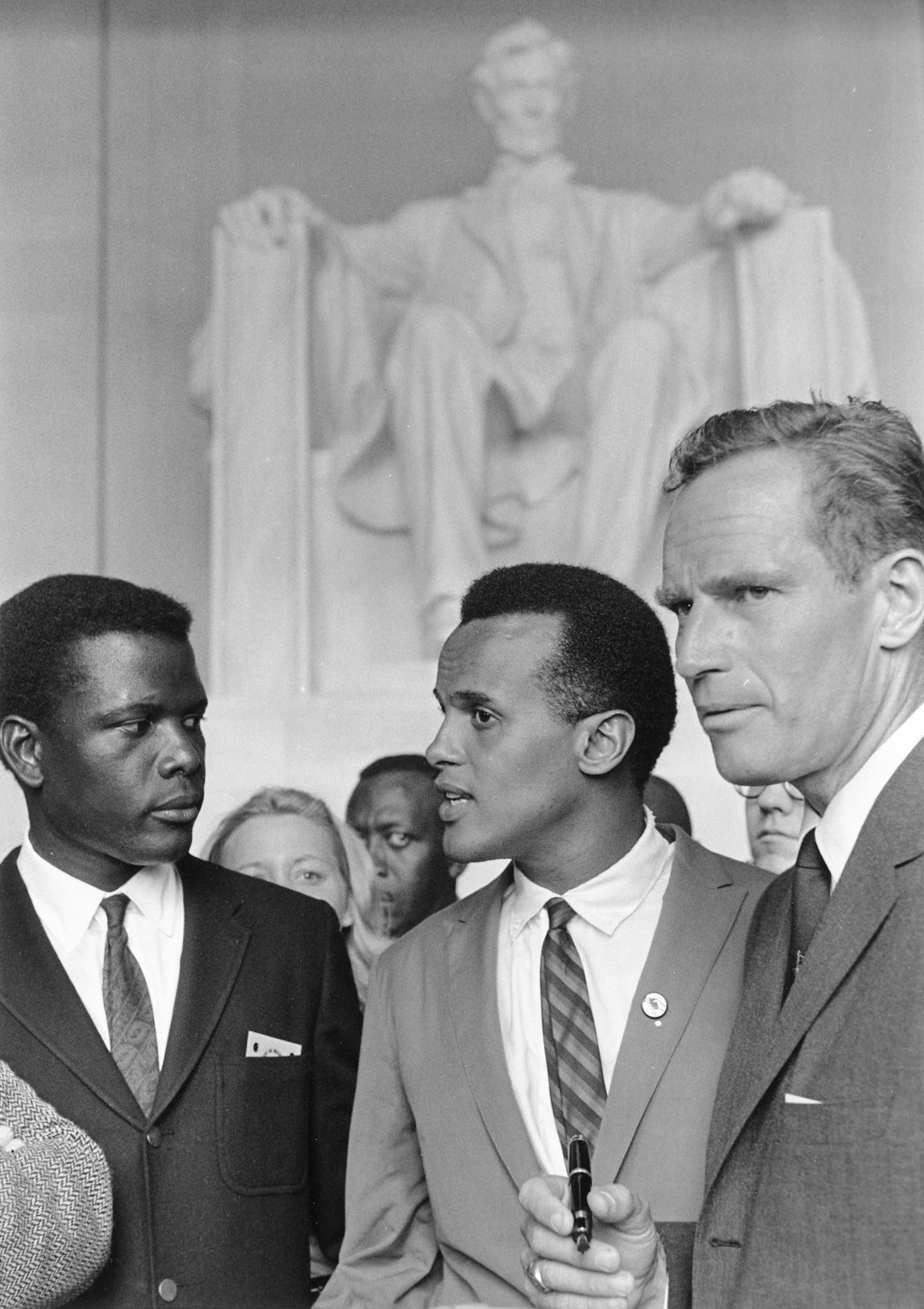
Belafonte (midden), Sidney Poitier (links) en Charlton Heston (rechts) tijdens de Civil Rights March in Washington, 28 augustus 1963

Harold George Belafonte (New York, 1 maart 1927 – aldaar, 25 april 2023) was een Amerikaans zanger en acteur. Hij kreeg de bijnaam "King of Calypso" omdat hij de calypsomuziek internationale bekendheid gaf. Hij werd bekend met zijn hit Banana Boat Song en zijn werk als Unicef-ambassadeur.

## Levensloop
Belafonte werd met Bellanfanti als achternaam geboren in New York en groeide op in Harlem. Zijn geboortenaam was afkomstig van zijn Nederlands-joodse grootvader Belinfante, deze was naar de Caraïben geëmigreerd en later is de spelling bijgesteld tot Belafonte. Van 1935 tot 1940 woonde hij bij zijn grootmoeder in Jamaica. Na zijn terugkeer naar New York volgde Belafonte de George Washington High School. Vervolgens ging hij bij de Amerikaanse marine, waar hij diende tijdens de Tweede Wereldoorlog. Aan het eind van de jaren veertig nam hij acteerlessen. Hij begon zijn carrière als jazzzanger in nachtclubs, waar ook muzikanten als Charlie Parker, Miles Davis en Max Roach actief waren. Met zijn goede vriend en gitarist Millard Thomas maakte hij zijn debuut in de Village Vanguard. Later raakte Belafonte steeds meer geïnteresseerd in de traditionele volksmuziek. In 1952 tekende hij een contract bij platenmaatschappij RCA Victor.
Belafonte was van 1948 tot 1957 getrouwd met psychologe Marguerite Byrd. Samen kregen zij twee dochters. In 1957 trouwde hij met actrice en danseres Julie Robinson. Zij kregen samen een zoon en een dochter. Na een huwelijk van 47 jaar gingen Belafonte en Robinson in 2004 uit elkaar. In april 2008 trouwde Belafonte voor de derde keer, nu met fotografe Pamela Frank. 
Belafonte overleed aan hartfalen, op 25 april 2023, in zijn woonplaats New York.

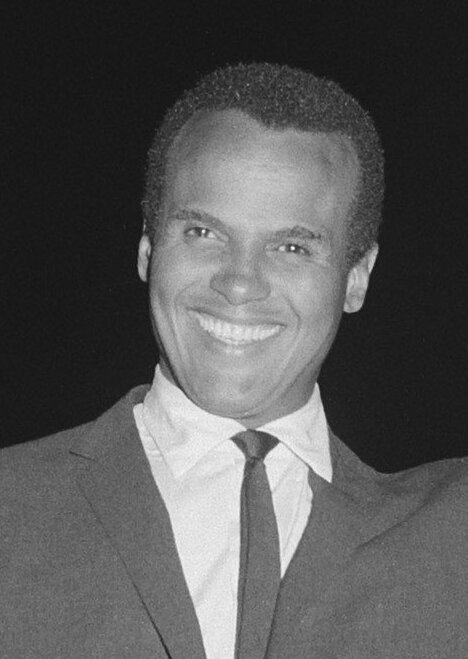
Belafonte in 1964

## Burgerrechten
Begin jaren vijftig was hij (een vroeg) lid van de burgerrechtenbeweging. Dit leidde tot een diepe en blijvende vriendschap met Martin Luther King. Toen Belafonte in 1968 een week lang talkshow-host mocht zijn bij The Tonight Show, stond hij erop dat King in die show te gast was. Toen Belafonte in 1968 in een tv-show van Petula Clark optrad, lachte Clark tijdens het zingen en raakte ze Belafontes arm aan. In die dagen was dit beeld erg uitzonderlijk op de Amerikaanse televisie. Vriendschappelijke aanrakingen tussen verschillende rassen waren 'not done'. Het leidde tot veel ongenoegen en protest bij de sponsor Plymouth Motors, niettemin ging de show door. Belafonte was in 1985 medeorganisator van het Live Aid-concert, alsook van We are the world van USA for Africa, waarbij We are the world een poging was van talloze artiesten om geld in te zamelen voor Afrika. 
In 1987 werd hij benoemd tot goodwill-ambassadeur bij Unicef. Hij wijdde een lied aan King op zijn album "Belafonte '89, international version (1989)". Belafonte is bekend om zijn steun aan John Kennedy en aan Robert Kennedy. Tevens is hij bekend om zijn aversie tegen Colin Powell en Condoleezza Rice, die hij in 2002 als "huisslaven" bestempelde omdat ze niet in opstand kwamen tegen het besluit van George W. Bush om ten oorlog te trekken tegen Irak. In 2005 noemde hij zwarte republikeinen "tirannen" en vergeleek de leden van de Bush-regering met nazi's.

## Belnem, Bonaire
Belafonte heeft vaak het eiland Bonaire bezocht. Samen met de ondernemer Maurice Neme uit Oranjestad had hij het plan opgevat om een luxe privé-wijk te stichten op Bonaire. Op 3 juni 1966 werd begonnen met de aanleg van Belnem, genoemd naar Belafonte en Neme. De wijk wordt beheerd door de Bel-Nem Caribbean Development Corporation waarvan Belafonte een van de eerste directeuren was. In 2021 telde Belnem 881 inwoners.

## Latere leeftijd
De New Yorkse wijk Harlem heeft sinds zijn 90e verjaardag de Harry Belafontebibliotheek ('Harry Belafonte-115th Street Library').
Hij was in 2018 nog te zien in de film BlacKkKlansman; hij was toen de 90 al gepasseerd.

## Prijzen
Belafonte heeft drie Grammy Awards op zijn naam staan, naast de Grammy Lifetime Achievement Award die hij in 2000 ontving.
Verder heeft hij een Emmy Award, een Tony Award, een National Medal of Arts (1994), een Jean Hersholt Humanitarian Award en een Kennedy Center Honor (1989) ontvangen. In 1994 ontving hij een eredoctoraat van het Berklee College of Music in Boston.

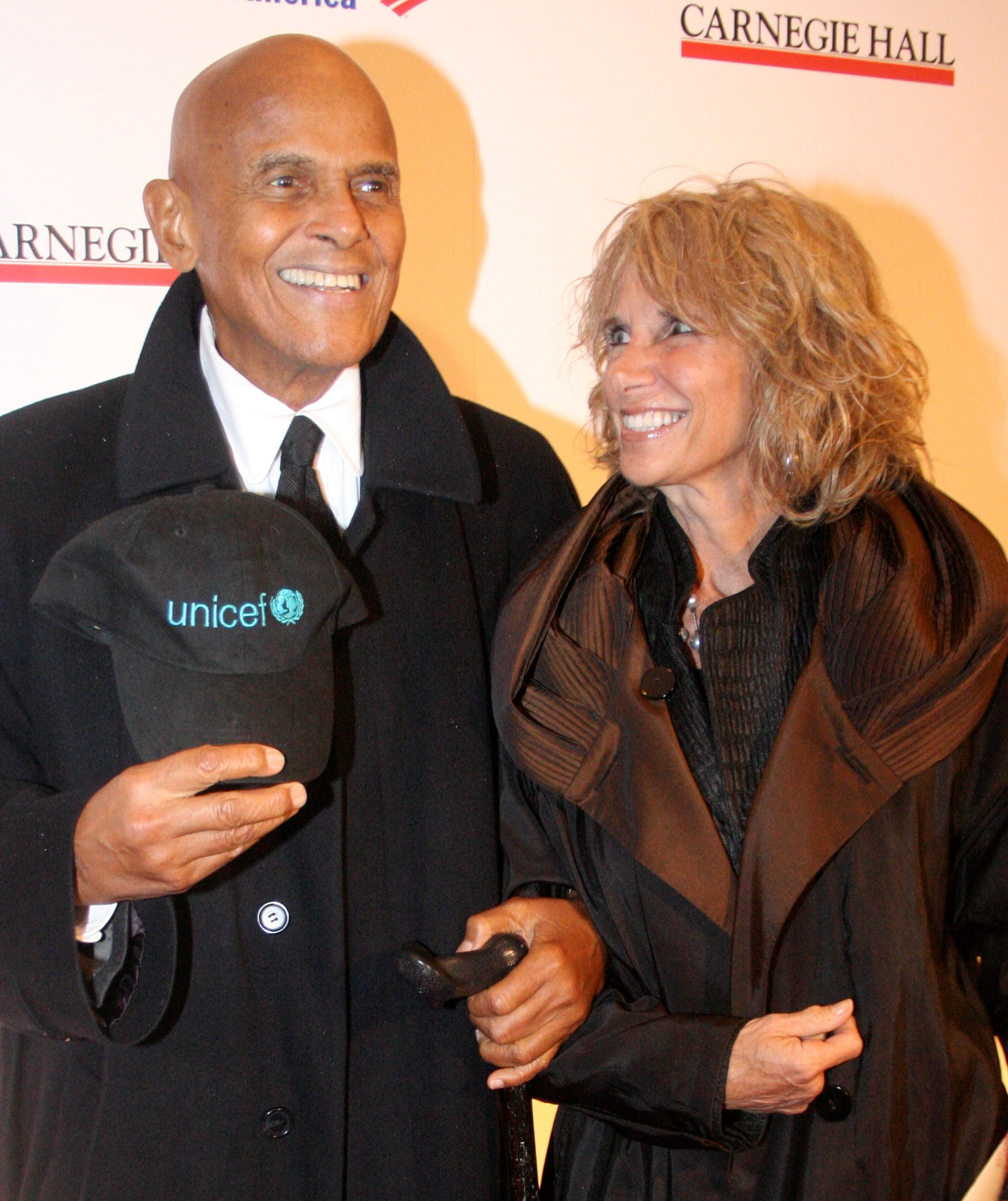
Belafonte met zijn vrouw Pamela in April 2011

## Discografie

### Albums
- Mark Twain & Other Folk Favorites (1954)
- Belafonte (1955)
- Calypso (1956)
- An Evening with Harry Belafonte (1957)
- Belafonte Sings of the Caribbean (1957)
- Belafonte Sings Of the Blues (1958)
- To Wish You a Merry Christmas (1958)
- Love Is a Gentle Thing (1959)
- Porgy & Bess (1959)
- Belafonte at Carnegie Hall (1959)
- My Lord What a Mornin (1960)
- Swing Dat Hammer (1960)
- Belafonte Returns to Carnegie Hall (1960)
- Jump Up Calypso (1961)
- Midnight Special (1962)
- The Many Moods of Harry Belafonte (1962)
- Streets I Have Walked (1963)
- At the Greek Theatre (1964)
- Ballads, Blues and Boasters (1964)
- An Evening with Belafonte/Makeba (1965)
- En Gränslös Kväll På Operan / "An evening without borders at the Opera House" (1966)
- An Evening with Belafonte/Nana Mouskouri (1966)
- In My Quiet Room (1966)
- Calypso In Brass (1966)
- Belafonte On the Campus (1967)
- Belafonte Sings of Love (1968)
- Homeward Bound (1970)
- Harry & Lena For the Love Of Life (1970)
- Belafonte By Request (1971)
- The Warm Touch (1971)
- Calypso Carnival (1971)
- Belafonte...Live! (1972)
- Play Me (1973)
- Concert In Japan (1974)
- Belafonte's Christmas (1976)
- Turn the World Around (1977)
- Loving You Is Where I Belong (1981)
- Künstler für den Frieden (1982)
- We Are the World (1985)
- Paradise of Ganzankulu (1988)
- Belafonte '89 (1989)
- An Evening with Belafonte and Friends (1997)
- The Long Road to Freedom, An Anthology of Black Music (2001)
- The Legacy of Harry Belafonte: When Colors Come Together (2017)

### Singles
- Matilda (1953)
- Gomen Nasai (Forgive Me) (1953)
- Mary's Boy Child (1954)
- Cu Cu Rru Cu Cu Paloma (1956)
- Day-O (Banana Boat) (1956)
- Hold 'Em Joe (1956)
- Mama Look A Boo Boo (1957)
- Jamaica Farewell (1957)
- Don't Ever Love Me (1957)
- Coconut Woman (1957)
- Island in the Sun (1957)
- Scarlet Ribbons (met Millard Thomas) (1957)
- Mary's Boy Child (1957)
- The Marching Saints (1958)
- Little Bernadette (1958)
- Mary's Boy Child (1958)
- The Son of Mary (1958)
- Round the Bay of Mexico (1959)
- Hole in the Bucket (met Odetta) (1961)
- Jump in the Line (1961)
- A Strange Song (1967)
- By the Time I Get to Phoenix (1968)
- Skin to Skin (met Jennifer Warnes) (1988)

### NPO Radio 2 Top 2000
| Nummer met noteringen in de NPO Radio 2 Top 2000 | '99 | '00  | '01  | '02  | '03 | '04  | '05  | '06 | '07  | '08  | '09  | '10  | '11  |
| ------------------------------------------------ | --- | ---- | ---- | ---- | --- | ---- | ---- | --- | ---- | ---- | ---- | ---- | ---- |
| Island in the Sun                                | 980 | 1560 | 1358 | 1379 | 911 | 1485 | 1281 | 988 | 1057 | 1113 | 1649 | 1659 | 1942 |

1. ↑  Een vetgedrukt getal geeft de hoogste notering aan.
2. ↑  Deze tabel is bijgewerkt tot en met de laatste editie (2024).

## Filmografie
- Bright Road (1953)
- Carmen Jones (1954)
- The Heart of Show Business (1957)
- Island in the Sun (1957)
- The World, the Flesh and the Devil (1959) (tevens producent)
- Odds Against Tomorrow (1959)
- King: A Filmed Record... Montgomery to Memphis (1970) (documentaire) (verteller)
- The Angel Levine (1970) (tevens producent)
- Buck and the Preacher (1972) (tevens producent)
- Uptown Saturday Night (1974)
- Sometimes I Watch My Life (1982) (documentaire)
- Say No (1983) (documentaire)
- Three Songs (1983)
- We Shall Overcome (1989) (documentaire) (verteller)
- The Player (1992) (cameo)
- Ready to Wear (1994) (cameo)
- Hank Aaron: Chasing the Dream (1995) (documentaire)
- White Man's Burden (1995)
- Jazz '34 (1996) (documentaire)
- Kansas City (1996)
- Scandalize My Name: Stories from the Blacklist (1998) (documentaire)
- Fidel (2001) (documentaire)
- XXI Century (2003) (documentaire)
- Bobby (2006)
- Motherland (2009) (documentaire)
- Sing Your Song (2011) (documentaire)
- Hava Nagila (2013) (documentaire)
- BlacKkKlansman (2018)

- Bibsys: 99065580
- Biblioteca Nacional de Chile: 000728670
- Biblioteca Nacional de España: XX872138
- Bibliothèque nationale de France: cb138913048 (data)
- CiNii: DA16795562
- Gemeinsame Normdatei: 118508555
- International Standard Name Identifier: 0000 0001 1467 6536
- Library of Congress Control Number: n84028909
- Nationale Bibliotheek van Letland: 000265107
- MusicBrainz: 49c48b7f-1ff1-4f02-a1aa-ca1254b46ef2
- National Archives and Records Administration: 10569155
- Bibliotheek van het Japanse parlement: 001175357
- Nationale Bibliotheek van Tsjechië: ola2002152451
- Nationale bibliotheek van Australië: 35427164
- Nationale Bibliotheek van Israël: 987007522508305171
- Nationale Bibliotheek van Polen: a0000002754218
- Nationale en Universitaire bibliotheek Zagreb: 000120610
- Nederlandse Thesaurus van Auteursnamen: 073111554
- Réseau des bibliothèques de Suisse occidentale: 02-A002986047
- Istituto Centrale per il Catalogo Unico: RAVV104217
- SNAC: w6q63gmd
- Système universitaire de documentation: 035370815
- Trove: 948703
- Virtual International Authority File: 10032514
- WorldCat: E39PBJjHgcptv4wHyB96V6Gfv3